# Rob Janoff
Cet article possède un paronyme, voir Jdanov.

Le logotype d'Apple entre 1976 et 1998.

Rob Janoff est un graphiste américain, le créateur du logotype d'Apple, une pomme croquée.

## Histoire de la création du logo d'Apple
Il a rencontré Steve Jobs pour la première fois lorsqu'il travaillait à Palo Alto, dans l'agence de relations publiques Regis McKenna. Il a eu la charge de dessiner un logo pour Steve Jobs car Mike Markkula était un ami de son patron. « Pour l'inspiration, la première chose que j'ai faite a été d'aller au supermarché, d'acheter un sac de pommes et de les couper en tranches », se remémore Janoff. Le fruit de son travail : une pomme monochrome en 2D, avec une petite morsure sur le côté droit, et une variante avec des rayures multicolores. Jobs aimait le concept, y compris la variante plus colorée. Un des dirigeants de l'agence McKenna n'était pas d'accord, insistant sur le fait qu'un logo noir serait moins coûteux à imprimer. « Mais Jobs était déterminé, soutenant que la couleur était la clé pour humaniser la compagnie », continua Janoff,.
La morsure servait à suggérer que le logo représentait une pomme plutôt qu'un autre fruit, et elle donnait l'échelle, pour qu'on ne puisse pas la prendre pour une cerise, par exemple. Depuis, le bruit a couru que la morsure était une allusion à la mort d'Alan Turing, mais Janoff assure qu'il n'en est rien.